# Lestival
Lestival (parfois orthographié L'Estival) est une section de la commune française de Langeac, dans le département de la Haute-Loire.

## Géographie
Le hameau est situé à plus de 870 m d'altitude, à la limite de la commune de Tailhac. Il est traversé par le ruisseau de Jahon qui prend sa source en amont dans la vallée et parcourt 13,9 km avant de se déverser dans l'Allier.

## Toponymie
L'origine du nom vient de l'occitan estibal qui signifie « jachère », c'est-à-dire une terre servant durant l'été de pâturage. 
Anciennes mentions : Lestiva (1356), Mansus de Lestival sobre Jahont (1486), Lestival (1511),.

## Activités

### Cyclisme
En partant en direction de Pinols depuis Langeac, Lestival se trouve dans un environnement agricole et forestier desservi par la route nationale 590 qui relie Le Puy-en-Velay à Arpajon-sur-Cère. 
La côte est empruntée par la 12e étape du Tour de France 1999. Classée en 2e catégorie, c'est le Belge Steve De Wolf qui la passe en tête.